# TRIPs
Het TRIPs-verdrag (Overeenkomst inzake de handelsaspecten van de intellectuele eigendom, Agreement on Trade-Related Aspects of Intellectual Property Rights) is een verdrag van de Wereldhandelsorganisatie (WTO) omtrent handelsgerelateerde aspecten van intellectuele eigendom uit 1994. In dit verdrag is vastgelegd dat een bedrijf een patent behoudt voor minimaal 20 jaar en dat auteursrechten minimaal 50 jaar worden behouden bij de rechthebbende(n). 
Het verdrag is opgezet met de gedachte dat bescherming van de intellectuele eigendom nodig is om vernieuwingen te stimuleren door het mogelijk te maken onderzoeks- en ontwikkelingskosten terug te verdienen en tegelijkertijd te voorkomen dat deze bescherming misbruikt wordt en de internationale handel verstoren door te voorkomen dat een product of merknaam in een bepaald land verkocht worden.
In tegenstelling tot de GATT – die een permissive approach als benadering vooropstelt – heeft het TRIPs-verdrag een dwingende benadering (coercive approach): alle landen die de WTO onderschrijven moeten een bepaald minimumniveau van bescherming van intellectuele-eigendomsrechten geïmplementeerd hebben in de eigen nationale wetgeving.